# 三林隆吉
三林 隆吉（みばやし りゅういち、1898年4月19日 - 1977年2月7日）は、日本の産婦人科学者。京都大学医学部附属助産婦学校第4代校長を歴任。
基靭帯基底部に浸潤した子宮癌に対する超広汎性子宮全摘術や、子宮癌の放射線治療に回転照射術式を考案した。

## 来歴
石川県で生まれる。旧制第四高等学校を経て、1923年（大正12年）に京都帝国大学医学部を卒業する。新潟医科大学（現・新潟大学医学部）の講師を務め、1926年(大正15年)　に助教授となる。1929年（昭和4年）医学博士を修める。1930年（昭和5年）ドイツに留学する。
帰国後、1936年（昭和11年）に新潟医科大学産婦人科の第4代教授となる。1938年（昭和13年）、京都帝国大学教授に転任。
1943年に、食糧不足のため高度栄養剤の開発が国によって全国の大学へと命じられ、三林の開発した栄養剤のビタエックスに対し1945年までには海軍が生産命令を出したが、終戦のためその流通はやや後になる。
1954年（昭和29年）、京都大学医学部附属助産婦学校の校長に就任する。
日本産科婦人科学会会長。
1977年2月7日、胆道がんのため京都大学医学部附属病院で死去。78歳。

## 賞典
- 勲二等瑞宝章：1970年（昭和45年）